# والپول، استرالیای غربی
والپول (به انگلیسی: Walpole) یک شهرک در استرالیا است که در استرالیای غربی واقع شده‌است.